# Linphone
（英語Linux電話的簡稱）是一個免費的VoIP及SIP客戶端；可用於聲音和視像通話，以及透過软交换或IP-PBX通話，更可以用於即時通訊。Linphone的多語言图形用户界面使用GTK+，在Linux系統中也可以透過命令行界面使用。
Linphone由於法國開發。Linphone一開始是為Linux系統開發的，但現已支持許多其他的作業系統，如Microsoft Windows和Mac OS X，以及流動作業系統如iOS，Android及Windows Phone。Linphone 支持ZRTP供使用者進行端到端加密的語音或視像通話。
Linphone發佈於GNU通用公共许可证下，支援IPv6及IP掩蔽。

## 功能
Linphone在網站中有提供免費的SIP服務。
Linphone客戶端提供以下功能：
- 多賬戶工作
- 聯絡人清單，並附有其他人的狀態
- 插件

### 支援的公開標準

#### 傳輸協定
- RTP/RTCP
- 媒體安全：安全实时传输协议及ZRTP（英语：ZRTP）

#### 音频编解码器
音频编解码器支援： Speex、G.711（µ-law、A-law）、GSM、Opus和iLBC（透過插件）

## 圖集

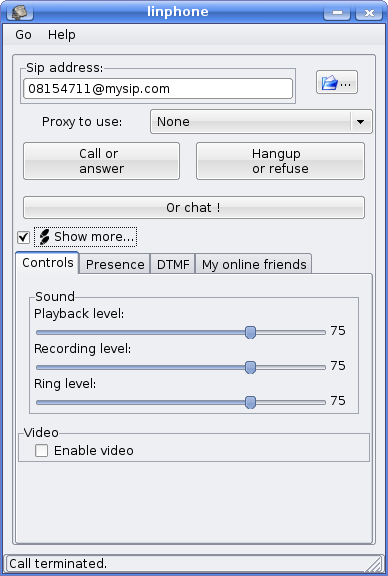
運行於Linux（GNOME）上的Linphone原始版本之一的用戶界面
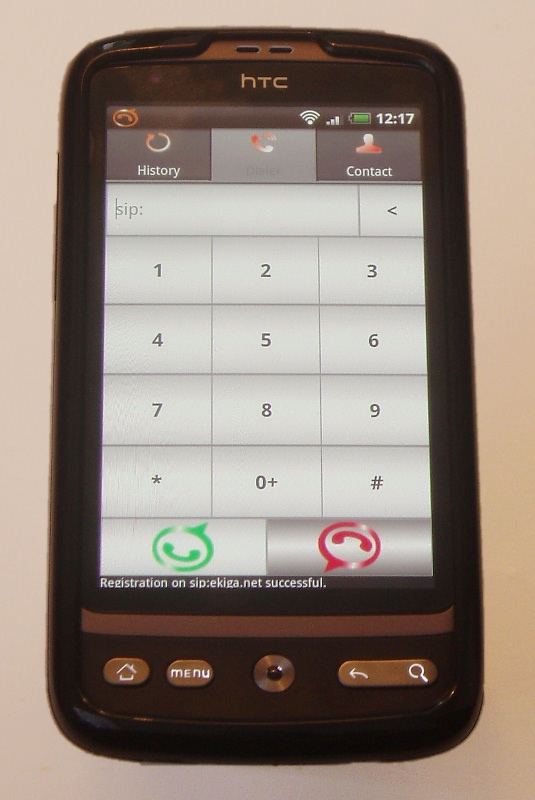
Linphone運行於HTC Desire
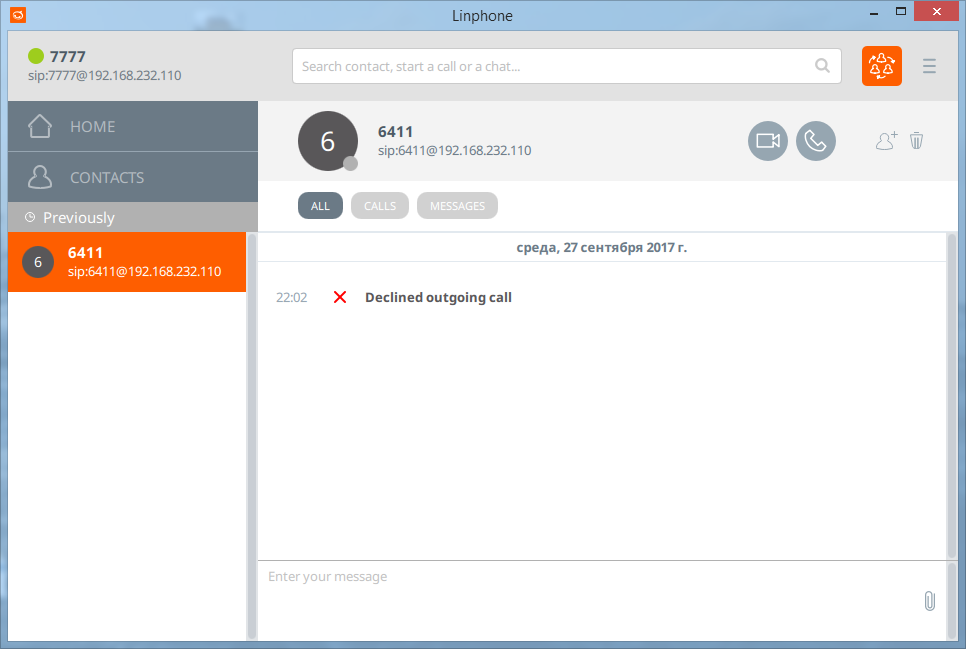
Linphone 4.1運行於Windows 8（主畫面）
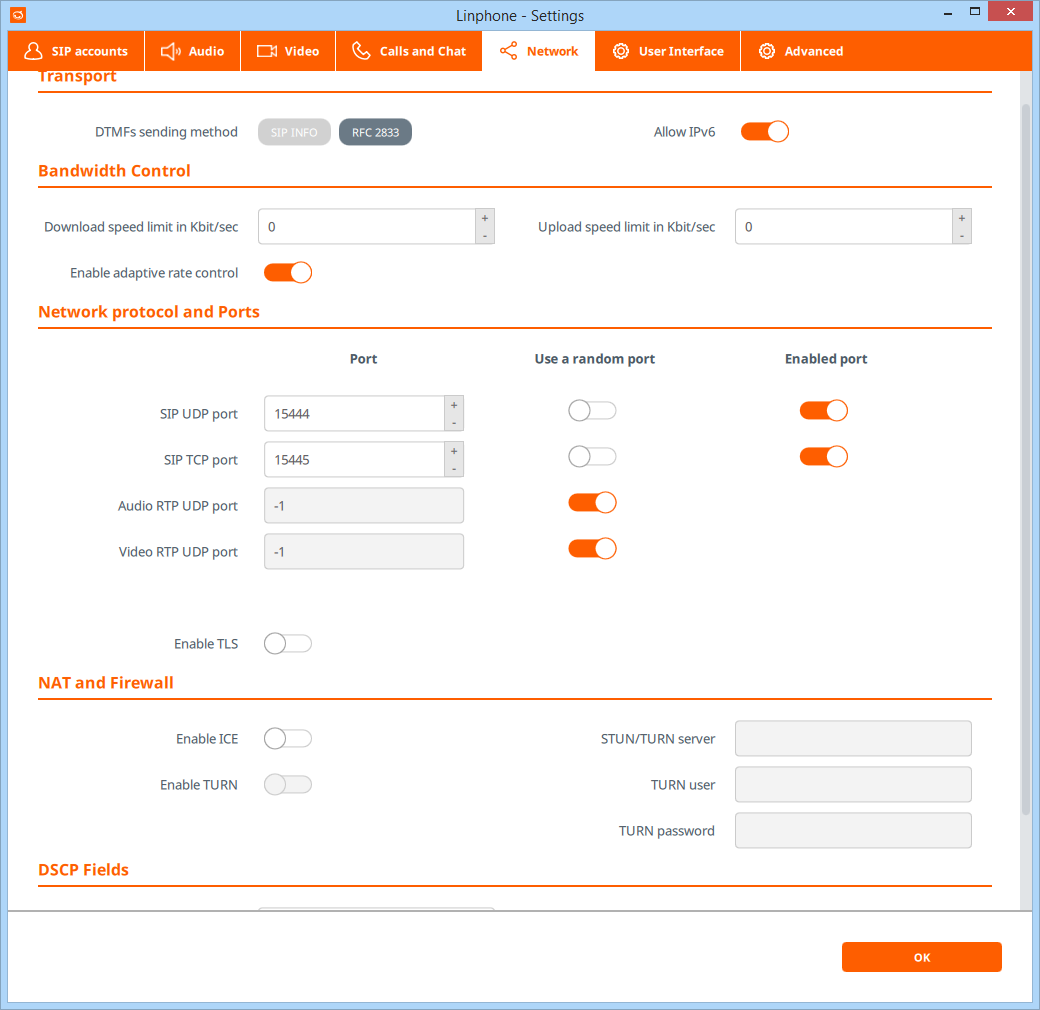
Linphone 4.1於Windows 8的設定畫面

## 外部連結
- 官方网站